# اوتیه، کبک
اوتیه (به فرانسوی: Authier) شهری در منطقه شهری آبیتیبی-وست ناحیه آبیتیبی-تمیسکامنگ در استان کبک کانادا است. در سرشماری سال ۲۰۱۱ این شهر ۲۷۷ نفر جمعیت داشته‌است و مساحت آن ۱۳۹٫۷۲ کیلومتر مربع است.